# Edifício Isokon

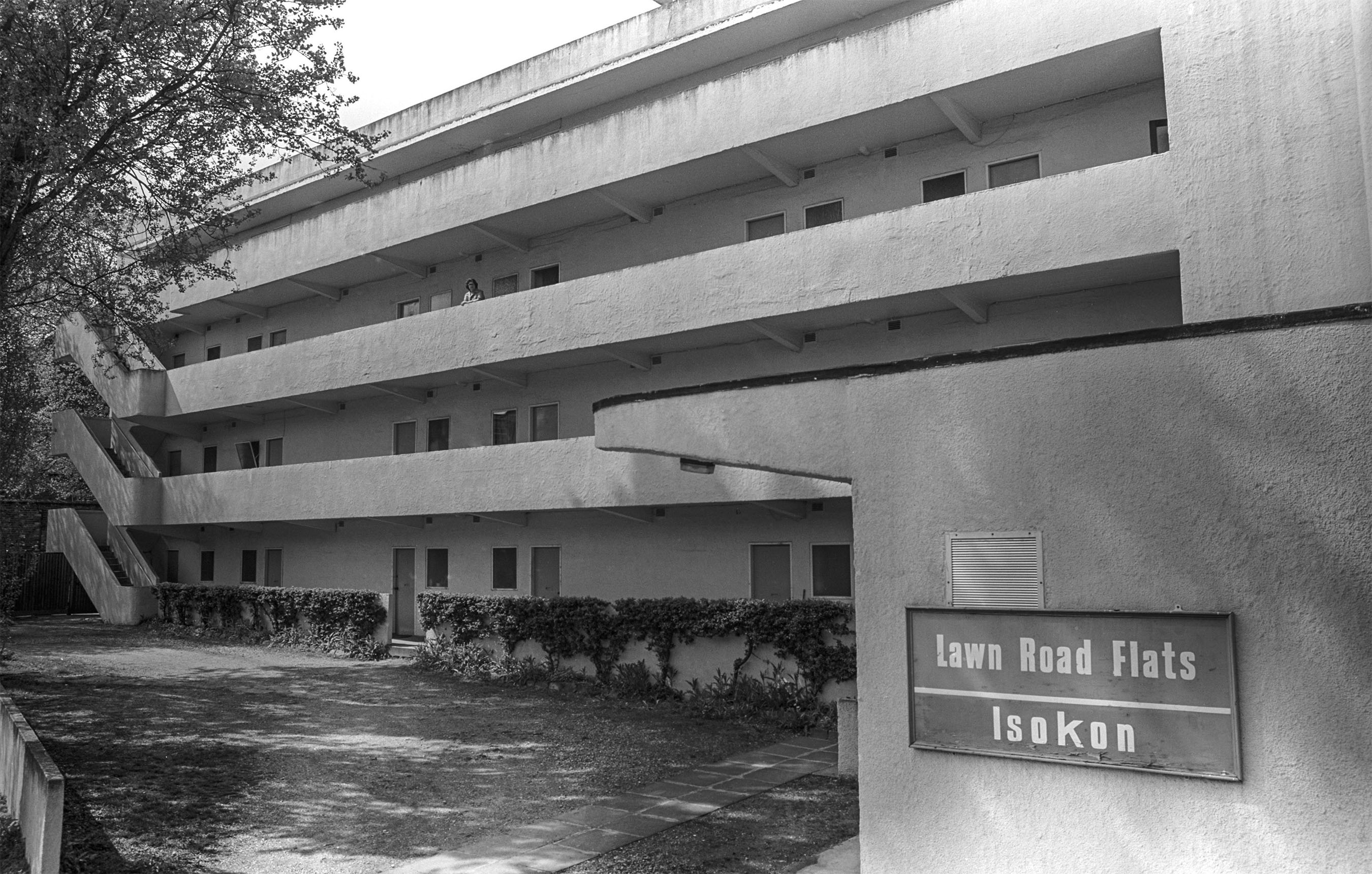
O Edifício Isokon

O Edifício Isokon, localizado em Lown Road, Hampstead, Londres, é um bloco de concreto com 34 apartamentos, projetado pelo arquiteto Wells Coates para Molly e Jack Pritchard. Foi construído entre 1933 e 1934, como um experimento da vida comunal. A maioria dos apartamentos tinha cozinhas muito pequenas, já que havia uma grande cozinha comunitária para a preparação de refeições, conectada aos andares residenciais através de um elevador para pequenas cargas. Serviços, incluindo lavanderia e engraxates, eram prestados no local.
Os primeiros habitantes famosos foram Walter Gropius, Marcel Breuer, Agatha Christie (1940-1946), László Moholy-Nagy, Adrian Stokes, Egon Riss e Arthur Korn. Jack Pritchard e Molly moravam na cobertura. A cozinha comunitária foi convertida no restaurante Isobar em 1937. Em meados da década de 1930, o apartamento 7 foi ocupado pelo Arnold Deutsch, o agente da NKVD, que recrutou e formou a rede de espiões conhecidos como Cambridge Five que trabalharam para a União Soviética desde a Segunda Grande Guerra à década de 1950. James Stirling foi residente durante a década de 1960.
A empresa Isokon fechou suas portas durante a Segunda Guerra Mundial. Em 1969, o Isobar foi convertido em apartamentos e em 1972 o edifício foi vendido para o Camden Borough Council; deteriorou-se gradualmente até a década de 1990, quando ficou abandonado por vários anos. Em 2003, o edifício foi simpaticamente remodelado por Avanti Arquitetos, uma empresa especializada na remodelação de edifícios modernistas, para a Notting Hill Housing Association, e foi ocupado por trabalhadores de serviços essenciais que trabalham nas redondezas, num regime de co-propriedade. A remodelação também incluiu uma galeria pública para exibição de reproduções dos interiores originais.
O bloco recebeu um status que o coloca entre os edifícios mais significativos da arquitetura com relevância histórica no Reino Unido.